# Woman Throwing Baseball
Woman Throwing Baseball (em tradução livre, Mulher jogando beisebol) é um filme mudo britânico em curta-metragem, realizado em 1887 pelo inventor e fotógrafo Eadweard Muybridge, parte de seu estudo à respeito do movimento. Atualmente, pode ser visualizado pelo YouTube, encontrando-se em domínio público pela data em que foi realizado. 
Não se trata de um filme como entendemos hoje, mas de uma sequência de fotografias dispostas de forma a criar a impressão de movimento.

## Sinopse
Uma série de imagens fotográficas mostrando uma mulher nua pegando uma bola de beisebol e jogando-a. Assim como em outras produções de Muybridge que fazem parte de seu estudo sobre o movimento dos seres, a nudez é considerada necessária por tornar a locomoção humana mais fácil de ser estudada.